# Deeringothamnus
Deeringothamnus is een geslacht uit de familie Annonaceae. Het geslacht telt één soort die voorkomt in de Amerikaanse staat Florida.

## Soorten
- Deeringothamnus rugelii (B.L.Rob.) Small